# 16e armée (Allemagne)
Pour les articles homonymes, voir 16e armée.
La 16e armée (en allemand : 16. Armee) était une armée (regroupement d'unités) de la Heer (6e arméarmée de terre de la Wehrmacht) lors de la Seconde Guerre mondiale.
La 16e armée est formée le 22 octobre 1939 sur le front de l'Ouest. Elle participe ainsi à la campagne de France en s'établissant défensivement au sud de la Belgique pour protéger le flanc de l'offensive pendant la première phase au mois de mai puis elle prend part à l'encerclement de la ligne Maginot au mois de juin. À l'été 1941 elle participe à l'invasion de l'URSS au sein de l'offensive nord. Pendant l'hiver 1941, elle est en partie encerclée à Demiansk où les troupes sont alors ravitaillées par les airs. L'encerclement est brisé en avril 1942 et la 16e armée continue à défendre le saillant formé jusqu'en février 1943 où elle se retire sur une ligne de front plus courte. Au cours de l'été 1944, elle est repoussée et recule jusqu'à être encerclée en Courlande où elle tient jusqu'à la fin de la guerre.

## Historique

### Drôle de guerre, préparatifs
La 16e armée est créée le 22 octobre 1939 sur le front de l'Ouest avec le transfert de troupes venant de Pologne, principalement à partir de la 3e armée. Commandée par Ernst Busch, elle fait partie du groupe d'armées A. Au cours de l'hiver 1939-1940, la 16e armée est impliquée dans les plans d'offensive à l'Ouest, entre la 12e armée à sa droite et la 1re armée (du groupe d'armées C) sur sa gauche :
- dans le premier ordre de déploiement (19 octobre) sa mission avec dix divisions d'infanterie est défensive, elle doit d'abord traverser le Luxembourg pour s'établir sur la Semois en amont de Bouillon et au sud d'Arlon pour protéger le flanc sud de l'offensive en Belgique[2] ;
- dans le deuxième ordre de déploiement (29 octobre), cette mission défensive est reportée plus au sud pour l'aile gauche : dans ce plan la 16e armée (dix divisions d'infanterie) doit alors s'aligner sur la ligne Carignan (sur la Chiers) – Longwy – Sierck[3]. Au cours du mois de novembre, un groupement rapide est formé pour faciliter la progression dans le secteur des 12e et 16e armées en direction de Sedan[4] ;
- avec le troisième ordre de déploiement (30 janvier), la 16e armée conserve ses objectifs, sauf Carignan pour l'aile gauche qui doit désormais pousser sur Mouzon, sur la Meuse[5] ;
- le dernier ordre de déploiement (24 février) ne modifie pas ces objectifs, elle dispose alors de douze divisions d'infanterie. Il s'agit toujours de défendre l'offensive principale mais celle-ci se déroule désormais à travers l'Ardenne[6].

Pour s'assurer de devancer la cavalerie française au Luxembourg afin de ne pas retarder la mise en place des unités en défense, le XXIIIe corps d'armée avec la collaboration de l'OKH monte l'opération aéroportée Hedderich pour s'emparer de cinq carrefours important au sud du Luxembourg, le Luftkommando devra être rapidement rejoint par des Jagdgruppen puis les détachements d'avant-garde, enfin pour que les gros ne soient pas retardés par la ligne Schuster sur la Moselle qui marque ici la frontière avec l'Allemagne un Sonderkommando devra s'emparer des barrières de cette ligne juste avant le déclenchement des opérations pour empêcher leur verrouillage définitif, et les pionniers traversant la Moselle en canots gonflables devront dégager les obstacles bétonnés dès que possible.

### Campagne de l'Ouest
Pendant la bataille de France, du 10 au 14 mai 1940, la 16e armée traverse le Luxembourg en direction de la ligne Maginot. Du 15 au 28 mai 1940, elle établit une tête de pont à Sedan tout en se battant encore sur la ligne Maginot. Du 9 au 13 juin 1940, elle effectue une percée en direction de Verdun, qu'elle encercle le 15 juin 1940. Du 16 au 25 juin 1940, la 16e armée se bat autour de Toul, puis sur la Moselle, entre Thionville et Metz. Du 26 juin au 2 juillet, elle occupe le secteur entre l'Argonne et la Moselle.

### Union soviétique

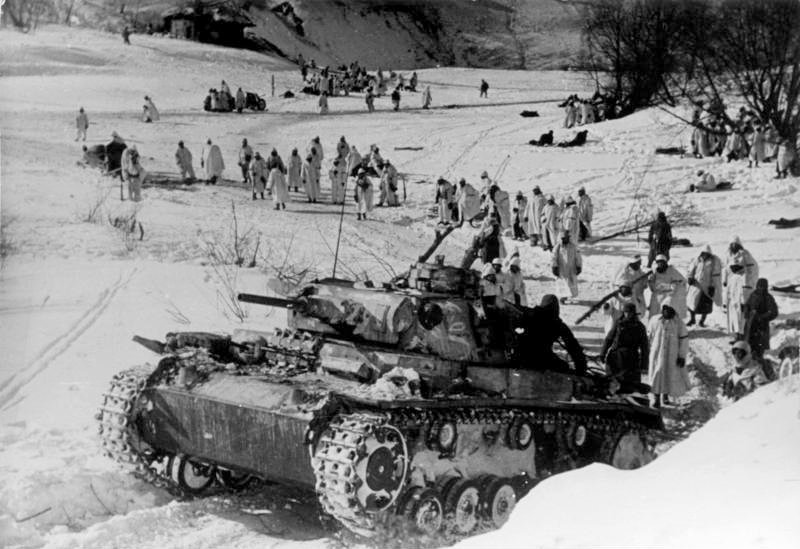
16e armée durant la campagne d'hiver en URSS

Plus tard, elle a été déployée avec le groupe d'armées Nord au cours de l'opération Barbarossa, l'invasion allemande de l'Union soviétique. Elle se fraye un chemin dans le Nord de la Russie où, en janvier 1942, elle est encerclée par les Soviétiques près de Demiansk. Hitler interdit le retrait de la 16e Armée et doit alimenter par l'air jusqu'à un couloir terrestre ouvert en avril 1942. Plus tard, elle a été impliquée dans le siège de Leningrad et dans la bataille de Mga. Les Soviétiques délivre Leningrad en janvier 1944.
Le 19 février 1944, la 22e armée soviétique lance une nouvelle série d'attaques contre la 16e armée allemande autour de Kholm. La 22e armée russe fait de bons progrès dans l'assaut initial. Ces attaques diminuent grandement la 16e Armée. La 16e Armée avec le 18e corps d'armée sont coupés dans la péninsule de Courlande, lorsque les Soviétiques lancent leur offensive d'été et l'automne de 1944. Elle reste coincée là jusqu'à la fin de la guerre. Après la guerre, 250 000 soldats allemands pris au piège dans la poche de Courlande sont emmenés en captivité, dont beaucoup disparurent.

## Organisation
| Date                               | Grade                      | Oberbefehlshaber                                |
| ---------------------------------- | -------------------------- | ----------------------------------------------- |
| 22 octobre 1939 - 11 octobre 1943  | Generalfeldmarschall       | Ernst Busch                                     |
| 11 octobre 1943 - 1er juillet 1944 | General der Artillerie     | Christian Hansen                                |
| 2 juillet - 30 août 1944           | General der Infanterie     | Paul Laux                                       |
| 3 septembre 1944 - 10 mars 1945    | Generaloberst              | Carl Hilpert                                    |
| 10 - 16 mars 1945                  | General der Infanterie     | Ernst-Anton von Krosigk                         |
| 17 mars - 10 mai 1945              | General der Gebirgstruppen | Friedrich-Jobst Volckamer von Kirchensittenbach |

| Date                               | Grade           | Chef des Generalstabes    |
| ---------------------------------- | --------------- | ------------------------- |
| 25 octobre 1939 - 13 novembre 1940 | Generalleutnant | Walther Model             |
| 15 novembre 1940 - 16 janvier 1942 | Oberst          | Rolf Wuthmann             |
| 16 janvier 1942 - 1er juillet 1943 | Generalmajor    | Hans Boeckh-Behrens       |
| 1er juillet 1943 - 29 octobre 1944 | Generalmajor    | Paul Reinhold Herrmann    |
| 10 octobre 1944 - 8 mai 1945       | Generalmajor    | Curt-Ulrich von Gersdorff |

| Date                              | Grade          | 1. Generalstabsoffizier (Ia) |
| --------------------------------- | -------------- | ---------------------------- |
| 23 octobre 1939 - 15 janvier 1942 | Oberst         | Hans Boeckh-Behrens          |
| 16 janvier 1942 - 1er mai 1943    | Oberst         | Kurt Brandstädter            |
| 1er mai - 5 décembre 1943         | Major          | Hans-Horst von Necker        |
| 5 décembre 1943 - 30 août 1944    | Oberstleutnant | Kurt Hartmann                |
| Août - septembre 1944             | Major          | Siegfried Ettwein            |
| 10 septembre 1944 - avril 1945    | Oberstleutnant | Albert Bach                  |
| Avril - mai 1945                  | Major          | Gerhard Thunich              |

## Ordres de bataille

### Subordination
Création (22 octobre 1939) - mai 1940 : groupe d'armées A
| Date        | Groupe d'armées      |
| ----------- | -------------------- |
| 1940        |                      |
| Juin        | Heeresgruppe C       |
| Juillet     | Heeresgruppe A       |
| 1941        |                      |
| Janvier     | Heeresgruppe A       |
| Avril       | Heeresgruppe C       |
| Juin        | Heeresgruppe Nord    |
| 1942        |                      |
| Janvier     | Heeresgruppe Nord    |
| 1943        |                      |
| Janvier     | Heeresgruppe Nord    |
| 1944        |                      |
| Janvier     | Heeresgruppe Nord    |
| 1945        |                      |
| Janvier     | Heeresgruppe Nord    |
| Fin janvier | Heeresgruppe Kurland |

### Unités rattachées
| Date      | Unités |
| --------- | --- |
| 1940      | |
| Mai       | XXIII. Armeekorps XIII. Armeekorps VII. Armeekorps Großdeutschland 6. Infanterie-Division 33. Infanterie-Division 15. Infanterie-Division 26. Infanterie-Division 71. Infanterie-Division 73. Infanterie-Division 52. Infanterie-Division |
| Juin      | VII. Armeekorps Höh. Kdo. XXXI Höh. Kdo. XXXVI 16. Infanterie-Division 76. Infanterie-Division 68. Infanterie-Division 212. Infanterie-Division                                                                                           |
| 1941      | |
| Juillet   | II. Armeekorps XXVIII. Armeekorps I. Armeekorps X. Armeekorps L. Armeekorps |
| Août      | XXVIII. Armeekorps XXXIX. Armeekorps I. Armeekorps X. Armeekorps LVI. Armeekorps |
| Octobre   | II. Armeekorps XXXIX. Armeekorps I. Armeekorps X. Armeekorps Gruppe von Roques |
| 1942      | |
| Janvier   | XXXVIII. Armeekorps X. Armeekorps II. Armeekorps XXXIX. Armeekorps |
| Juillet   | X. Armeekorps II. Armeekorps XXXIX. Armeekorps |
| 1943      | |
| Janvier   | X. Armeekorps II. Armeekorps Tiemann |
| Juillet   | II. Armeekorps Korps Höhne X. Armeekorps 223. Infanterie-Division Korück 584 |
| Août      | II. Armeekorps VIII. Armeekorps X. Armeekorps XXXXIII. Armeekorps 122. Infanterie-Division |
| Septembre | II. Armeekorps VIII. Armeekorps X. Armeekorps XXXXIII. Armeekorps |
| Octobre   | X. Armeekorps VIII. Armeekorps II. Armeekorps XXXXIII. Armeekorps I. Armeekorps |
| Novembre  | X. Armeekorps II. Armeekorps XXXXIII. Armeekorps I. Armeekorps VIII. Armeekorps 23. Infanterie-Division |
| 1944      | |
| Janvier   | X. Armeekorps II. Armeekorps XXXXIII. Armeekorps VIII. Armeekorps I. Armeekorps |
| Février   | X. Armeekorps II. Armeekorps XXXXIII. Armeekorps VIII. Armeekorps I. Armeekorps VI. SS-Freiwilligenkorps |
| Mars      | II. Armeekorps VIII. Armeekorps X. Armeekorps I. Armeekorps |
| Avril     | II. Armeekorps X. Armeekorps I. Armeekorps L. Armeekorps |
| Mai       | II. Armeekorps X. Armeekorps I. Armeekorps L. Armeekorps VI. SS-Armeekorps |
| Mi-mai    | II. Armeekorps X. Armeekorps I. Armeekorps L. Armeekorps VI. SS-Armeekorps 12. Panzer-Division |
| Juin      | II. Armeekorps X. Armeekorps I. Armeekorps L. Armeekorps VI. SS-Armeekorps 12. Panzer-Division 69. Infanterie-Division 24. Infanterie-Division                                                                                            |
| Mi-juin   | II. Armeekorps X. Armeekorps I. Armeekorps L. Armeekorps VI. SS-Armeekorps 69. Infanterie-Division 24. Infanterie-Division |
| Juillet   | X. Armeekorps I. Armeekorps II. Armeekorps AK Kleffel |
| Novembre  | XXXXIII. Armeekorps XVI. Armeekorps VI. SS-Armeekorps |
| 1945      | |
| Avril     | XVI. Armeekorps VI. SS-Armeekorps XXXVIII. Armeekorps Korück 583 |